# Heeze

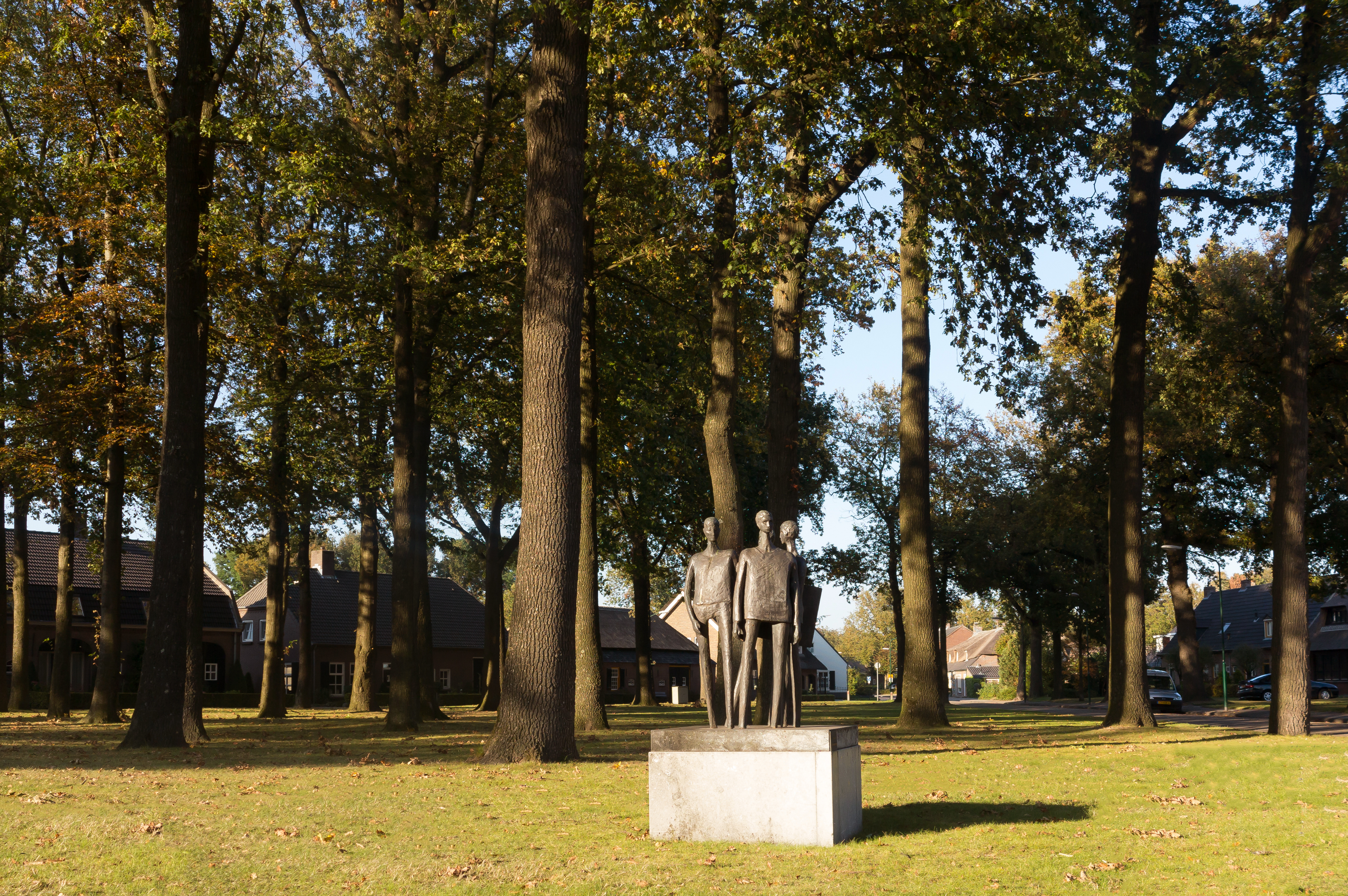
Beeld van het radiospel 'heer en meester'

Heeze (Brabants: Héésj) is een dorp  in de Nederlandse provincie Noord-Brabant. Het maakte tot de tijd van de Bataafse Republiek deel uit van de heerlijkheid Heeze, Leende en Zesgehuchten. Vanaf het begin van de 19e eeuw was het een zelfstandige gemeente, en sinds 1997 is Heeze een onderdeel van de gemeente Heeze-Leende.
Heeze wordt vanwege de vele natuur, waaronder de Herbertusbossen en de Strabrechtse Heide de Parel van Brabant genoemd. In 2023 had het dorp 10.130 inwoners. In Heeze ontstaat de Kleine Dommel uit een samenvloeiing van de Groote Aa en de Sterkselse Aa. Heeze is bekend vanwege zijn kasteel en de bossen daaromheen.

## Toponymie
De naam 'Heeze' betekent: 'Laag struikgewas'. De naam 'Heeze' is afkomstig van het Oergermaanse woord *haisjô, dat 'jong beukenbos' of 'kreupelhout' betekent.

## Ligging
Heeze ligt tussen Leende en Geldrop. Dichtstbijzijnde grote stad is Eindhoven. Naburige kernen zijn Stratum, Aalst, Valkenswaard en Sterksel.

### Buurtschappen
Heeze bestond oorspronkelijk uit de kern Heeze, de aansluitende gehuchten Ginderover, Kruis, Strabrecht en Kreijl, Kerkhof en Ven, en de meer afgelegen gehuchten Rul en Heezerenbosch.

## Geschiedenis
In 2016 is een urnenveld blootgelegd ten zuiden van het centrum van Heeze, waar inmiddels de nieuwe wijk 'de Bulders' is gerealiseerd. Het veld dateert uit 1000 voor Christus. Vanaf de middeleeuwen valt de geschiedenis van Heeze deels samen met die van het Kasteel Heeze, voorheen het Huis Eymerick. In het begin van de 12e eeuw was al sprake van de heerlijkheid Heeze, Leende en Zesgehuchten.
Na 1950 werden achtereenvolgens drie nieuwe wijken gebouwd, namelijk de Weibossen tussen de weg naar Geldrop en de spoorlijn, de Engelse tuin ten noorden van Strabrecht en de Nieuwe Hoeven ten westen van de spoorlijn. Anno 2019 wordt nog gewerkt aan de uitbreiding van het industrieterrein de Poortmannen. Door verplaatsing van bedrijven naar dit terrein komt elders plaats voor inbreiding.
De toen nieuwe wijk 'Engelse Tuin' kreeg in de jaren 1960 een nieuwe katholieke kerk, gewijd aan Sint Jan Evangelist, die echter in 1997 weer werd gesloten.

### Herstellingsoord en schildersdorp

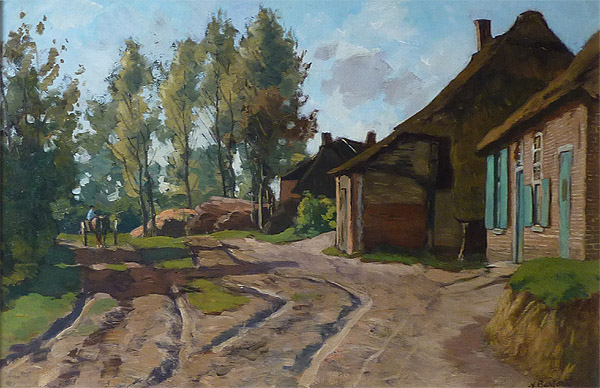
Gezicht op buurtschap De Rul, Heeze, door Nicolaas Bastert, ca. 1912

Heeze genoot in de 19e eeuw bekendheid als herstellingsoord voor ooglijders dankzij het werk van dominee Kremer. Voor de maandenlange behandeling van de talrijke ooglijders was veel logiescapaciteit nodig en het dorp kende daarom relatief veel hotels en pensions. Dit gevoegd bij de goede verbinding met Eindhoven zorgde ervoor dat schilders op zoek naar motieven uit het Brabantse boerenleven Heeze als woon- en werkplaats kozen. Het armoedige boerenbestaan werd om zijn eenvoud en authenticiteit geïdealiseerd door schilders als Paul Joseph Constantin Gabriël, Jacob Ritsema en August Allebé.
De bloeitijd van Heeze als schildersdorp viel in de periode 1910-1920. Roland Lary, Suze Robertson, Walter Castle Keith, Lammert van der Tonge, Nicolaas Bastert, Willy Sluiter en Jan Sluijters hebben korte of lange tijd in Heeze gewerkt.

## Bezienswaardigheden

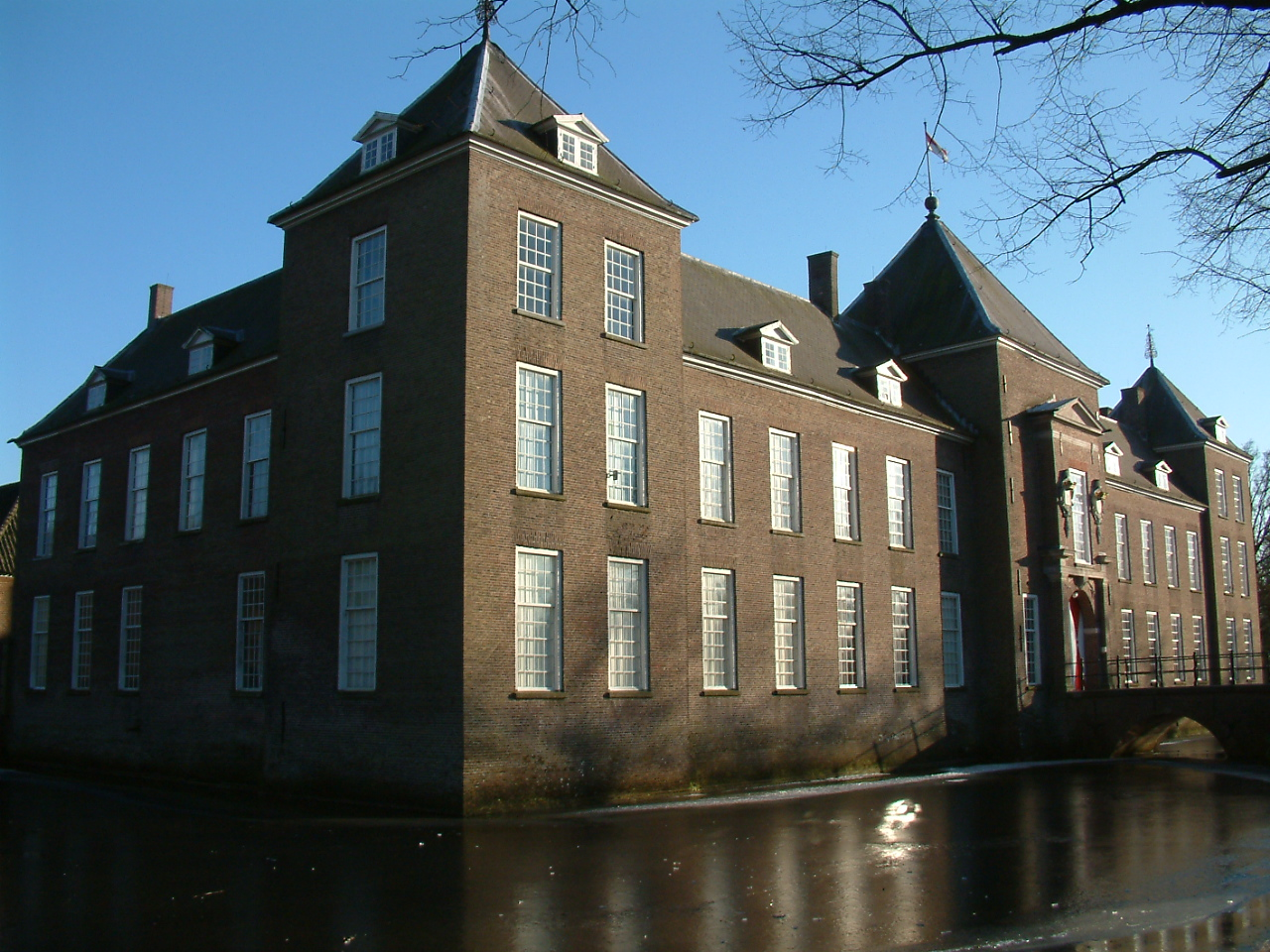
Kasteel Heeze

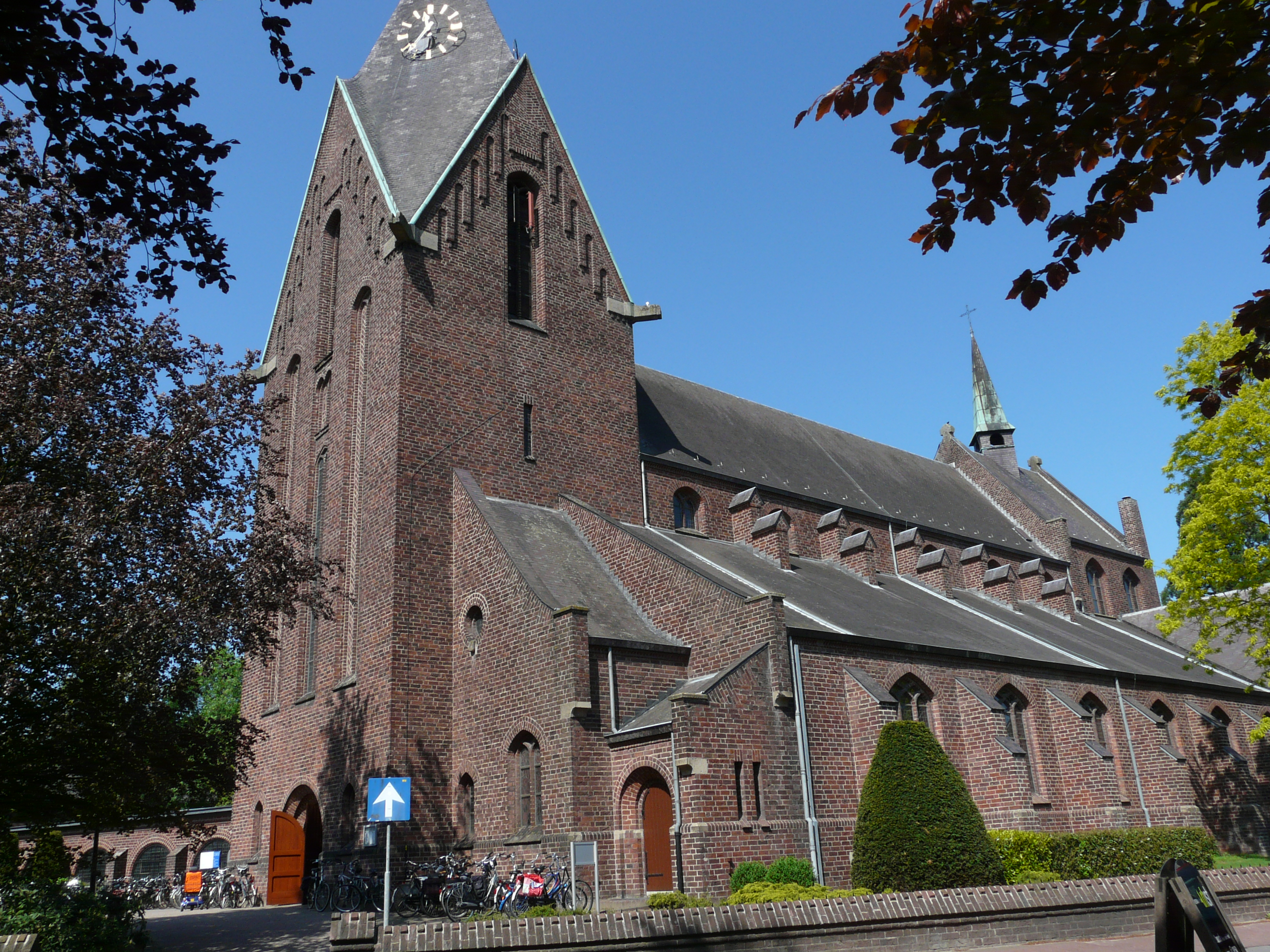
Sint-Martinuskerk

- Kasteel Heeze. Dit op een schilderachtige plek gelegen kasteel is door een oprijlaan met de doorgaande weg verbonden.
- De ijskelder behorende bij het kasteel
- Langgevelboerderijen en buurtschappen.
- Strabrecht is een min of meer intact gebleven herdgang. Het is een driehoekig grasveld dat omringd is met een aantal langgevelboerderijen waarvan overigens geen enkele in oorspronkelijke staat is behouden. Op het grasveld zijn de resten gevonden van een oude waterput. Voorts herinnert een beeldengroep aan de vele schilders die rond 1900 in en rond Heeze hun schilderijen maakten.
- In de buurtschap Ven bevond zich de Sint-Jobskapel, die in 1554 voor het eerst vermeld werd en die in 1654 gesloopt is, waarbij de klok naar het kasteel werd overgebracht. Deze klok, uit 1467, hangt nu bij de tuinmanswoning van het kasteel. Ter herinnering aan de voormalige kapel werd in 1972 ter plaatse een vier meter hoge klokkenstoel opgericht ter vervanging van een eerder, primitiever, exemplaar uit 1962. Hier hangt een Sint-Jobsklokje dat iedereen mag luiden.
- Een schilderachtige buurtschap ten zuiden van Heeze, waar vroeger de kerk heeft gestaan is Kerkhof. Deze werd in 1648 protestants. Ze werd echter niet door de protestanten gebruikt, waardoor ze verviel en uiteindelijk werd gesloopt. Tot 1681 moesten de katholieken ter kerke in de Grenskerk te Hugten, juist over de grens met Limburg. Vanaf dat jaar betrokken ze een schuurkerk bij huis Eimerik, het oude kasteel. Hoewel de oude kerk niet meer bestaat is er nog steeds een begraafplaats, waarop zich ook een oud familiegraf bevindt van de familie van Tuyll van Serooskerken. Het gehucht kent meerdere langgevelboerderijen, waaronder een uit 1705 en een uit 1714, en een huis met klokgevel uit 1903.
- Te Kerkhof aan het Schaverspad staat een merkwaardig monumentje dat een hoed voorstelt en vergezeld is van de tekst: 'Alles wijkt voor Schavers hoed. Keizer, vorst en koning'.
- Sint-Nicasiuskapel te Kreijl. Nicasius werd omstreeks 1515 geboren te Kreijl. Hij studeerde theologie en wijsbegeerte te Leuven en werd minderbroeder. Uiteindelijk kwam hij in een Gorinchems klooster terecht, van waar hij door de watergeuzen naar Den Briel werd gebracht om daar vermoord te worden. Als een van de Martelaren van Gorcum werd hij in 1867 heilig verklaard. De Heezer pastoor Stephanus Gast had deze heiligverklaring persoonlijk meegemaakt en wilde de devotie tot de heilige Nicasius verbreiden. Een inwoner van Heeze wees hem de plaats aan waar Nicasius geboren zou zijn, en ter plaatse werden fundamenten en Spaanse zilveren munten gevonden die het bewijs leverden. De pastoor wilde de devotie binnen de kerk houden, maar in 1947 werd dan toch een kapel gebouwd op Nicasius' vermoedelijke geboortegrond, uit dank voor de goede afloop van de Tweede Wereldoorlog. Het borstbeeld van de heilige is vanuit de kerk naar de kapel overgebracht. Omstreeks 9 juli wordt jaarlijks een openluchtmis bij de kapel gehouden.
- Sint-Martinuskerk. De katholieken kregen in 1833 een waterstaatskerk, die in 1933 werd vervangen door een nieuw gebouw naar ontwerp van H.W. Valk, een bakstenen kerk met een bescheiden toren. In de kerk vindt men glas-in-loodramen die de twaalf apostelen voorstellen. Ook bevindt zich in de kerk een kapel die gewijd is aan Sint-Job. Het uit de oude kapel te Ven afkomstige, 16e-eeuwse Jobsbeeld werd in 1976 uit de kerk gestolen en in 1977 vervangen door een nieuw beeld.
- Protestantse kerk, Kapelstraat 50, tegenover de oprijlaan van het kasteel. Dit eenvoudig zaalkerkje uit 1906 vervangt de in 1648 van de katholieken overgenomen Eijmericker kapel, die werd gebruikt door de protestantse eigenaars van het kasteel en hun pachters en op dezelfde plaats stond als het huidige gebouw.
- Bergkorenmolen Sint Victor. Deze heeft de hoogste molenbelt van Nederland, zeven meter hoog. De stenen bovenkruier dateert van 1852. Ze is van 1983-1984 gerestaureerd en sindsdien weer regelmatig in bedrijf. Men kan de molen bezichtigen.
- Kasteelboerderij 'De Wijnhoeve. Dit gebouw behoorde vroeger tot het kasteel, doch het wordt nu geëxploiteerd door particulieren.
- Monument ter herdenking slachtoffers WOII te Heeze (Jhr. Theodore Serraris, Hendrikus Gijsbers, gebroeders de Koning, Antoon van Lierop, Willem Verberne) Deze gedenksteen was voorheen tegen het oude gemeentehuis aan geplaatst. Met de opening van het nieuwe gemeentehuis is het monument verplaatst naar de huidige locatie achter het gemeentehuis. Hier wordt ook de herdenking op 4 mei gehouden.
- Het voormalig Sint-Nicasiusgesticht

Zie ook
- Lijst van rijksmonumenten in Heeze
- Lijst van gemeentelijke monumenten in Heeze

## Natuur en landschap
Heeze is onder meer bekend vanwege haar prachtige en afwisselende omgeving. Ten zuidwesten van Heeze en ten noorden van deze plaats vinden we een akkerlandschap. Ook ten noorden van Heeze is er een cultuurhistorisch interessant akkerlandschap.
- Ten oosten van Heeze ligt landgoed 'De heerlijkheid Heeze en Leende' op een dekzandrug. Het bestaat voornamelijk uit naaldbossen en er liggen ook enkele hoeven: de Willemshoeve en de Van Tuyllhoeve. Hier ligt ook De Meelakkers. Op deze plaats lag een oude buurtschap die omstreeks 1900 is verlaten en teruggegeven werd aan de natuur.
- De Groote Heide ligt deels op het grondgebied van Heeze. Naast heide en naaldbos liggen hier ook een aantal vennen.
- De beemden van de Kleine Dommel, de Groote Aa en de Sterkselse Aa.
- De Sterkselse Aa is een sterk meanderend riviertje. Bij de Kapellerput en Kempenhaege kan men er wandelen.
- Het landgoed bij Kasteel Heeze vertoont gradiënten van vochtig naar droog.
- De Herbertusbossen sluiten aan op het landgoed bij het kasteel.
- De Strabrechtse Heide ligt deels op het gebied van de voormalige gemeente Heeze.
- De Valkenhorst bevindt zich ten westen van de snelweg A2. Hierin bevindt zich het Greveschutven, een groot voedselarm ven dat omzoomd wordt door naaldbossen en heidevelden. Verder naar het westen liggen de Visvijvers, die gevoed worden door de Tongelreep. Deze gebieden zijn alle in het beheer van het Brabants Landschap.

Er zijn wandelingen en fietstochten mogelijk door de diverse natuurgebieden. Zo loopt het Hertog Hendrikpad erdoor, en ook kortere wandelingen zijn er uitgezet. Verder zijn er fietsroutes.
Vermeldenswaardig is dat de laatste waarneming van de wolf in Nederland bij Heeze plaatsvond, en wel in 1897.

## Economie
Oorspronkelijk was Heeze een agrarische gemeenschap. Heeze kende in de 19e eeuw thuiswevers. Hieruit ontwikkelden zich de tweede helft van de 19e eeuw weeffabriekjes voor band, veters, en etiketten met als bekendste ondernemingen Vullinghs en Van Engelen & Evers. De doorgaande weg van Eindhoven via Geldrop en Heeze naar Leende en Weert kwam er in 1853; later werd dit Rijksweg 67. De Spoorlijn Eindhoven - Weert werd aangelegd in 1913, met aanvankelijk station Heeze-Leende ten zuiden van het dorp en vanaf mei 1977 station Heeze in het dorp.
- Bedrijventerrein de Poortmannen biedt ruimte voor lichte industrie, met kavels tot 5000 m². Dit bedrijventerrein is anno 2019 nog steeds in ontwikkeling.
- Internationale bekend is het epilepsiecentrum Kempenhaeghe, een expertisecentrum voor epileptische aandoeningen en voor slaap- en waakstoornissen. Het is voortgekomen uit een soortgelijk instituut te Sterksel, Providentia geheten.
- Kapellerput is een conferentiehotel in een voormalig klooster. Dit klooster, daterend uit 1955, was het retraitehuis Regina Pacis van de paters Jezuïeten. Architect was C.H. de Bever. Van 1968-1991 werden er vormingscursussen gegeven door de stichting De Kapellerput. Sinds 1992 is het een conferentiecentrum. Kapellerput ligt op een landgoed van 25 hectare, waar wandelroutes zijn uitgezet. Op het landgoed is een afwisseling van naaldbos, droge en vochtige heide, en water te vinden. Aan de naam Kapellerput is een legende verbonden omtrent een monnik die een kapel bouwde voor de mensen in de omgeving, die horigen waren van roofridder Zwarte Narob, die graag kloosters vermocht te plunderen.[5] De kapel echter werd niet geplunderd omdat de monnik ooit de dochter van de roofridder, Venka, veilig naar huis had gebracht nadat ze verdwaald was in het bos. Zij kwam, samen met haar moeder Euvelinde, regelmatig bidden in de kapel. De vader ontstak hierover in toorn en viel de kapel aan, terwijl moeder en dochter daar aan het bidden waren. Zij vluchtten via een onderaardse gang. Terwijl de mannen van Narob de kapel begonnen te plunderen spleet de aarde open en verdwenen zowel de kapel als de plunderaars in de diepte.[5] De vijver naast de huidige gebouwen van Kapellerput is ervoor in de plaats gekomen.
- In Heeze werd in 1976 een crematorium geopend, het eerste in Noord-Brabant.
- Toerisme is een belangrijke activiteit in Heeze. In Heezerenbosch is een groot kampeerterrein gevestigd.

### Detailhandel
Winkels bevinden zich in de J. Deckersstraat en Kapelstraat. De weekmarkt is in de J. Deckersstraat op donderdagmorgen.

## Evenementen

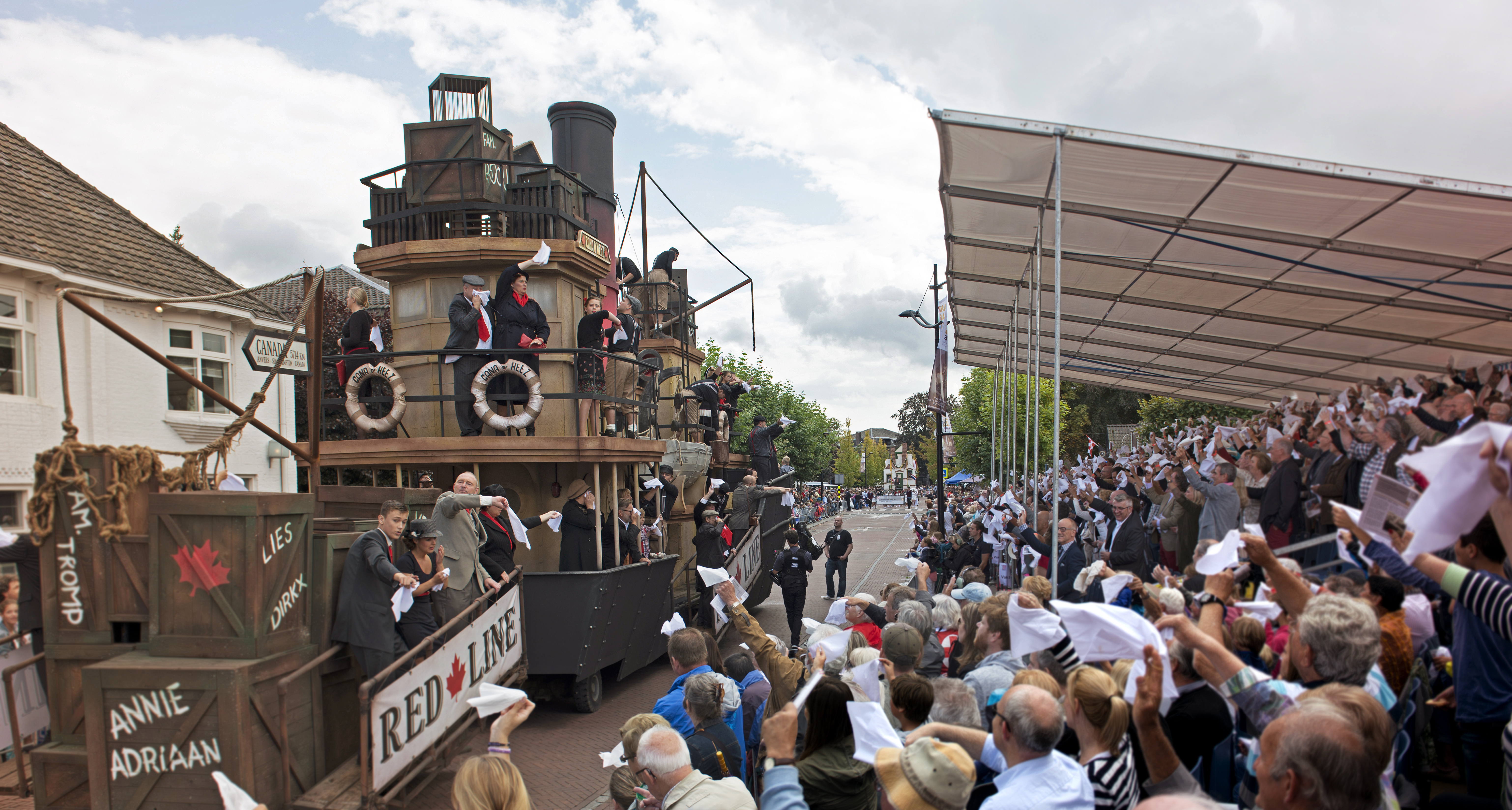
Brabantsedag 2014 - VK Van Gaal - fotograaf - Stanley Westra

Op de laatste zondag van augustus vindt de Brabantsedag plaats, die jaarlijks zo'n 30.000 bezoekers trekt. Het hoogtepunt is de theaterparade, een cultuurhistorische optocht die door de straten van het dorp trekt. Zestien wagenbouwersgroepen kiezen uit een overkoepelend thema een eigen thema, waarover ze een huizenhoge wagen ontwerpen en bouwen. Al vanaf het begin in 1958 hebben de thema’s een connectie met Brabant. 

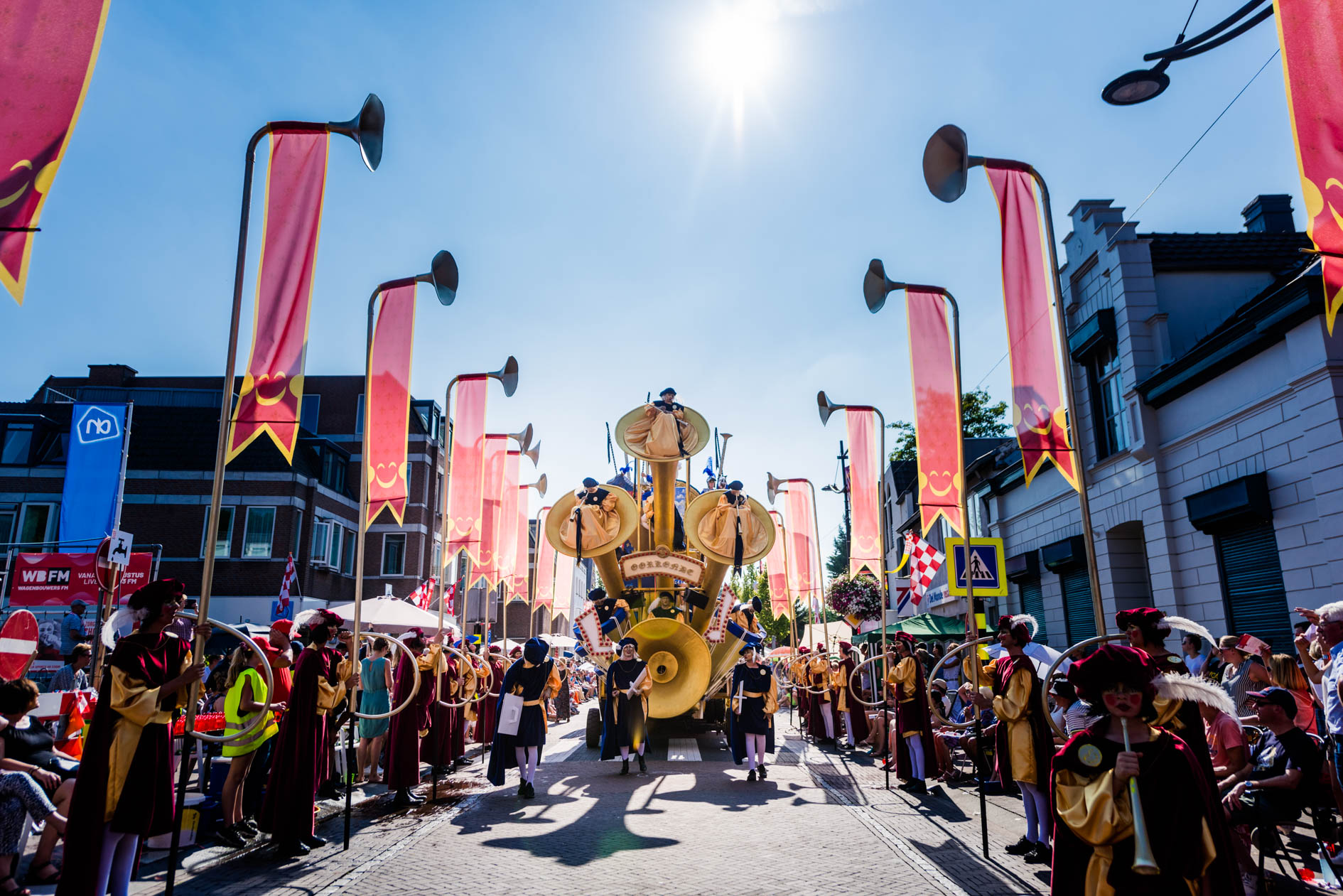
Brabantsedag 2019 - Vriendenkring De Rijten - fotograaf Malou Evers

Het doel is om het onderwerp op creatieve en eigentijdse wijze te verbeelden met behulp van een praalwagen, spel, muziek, dans, kleding en grime. Aan de parade doen jaarlijks zo'n 2.000 figuranten mee.

## Verenigingen
Heeze telt twee schuttersgilden, namelijk het gilde Sint Agatha en het gilde Sint Joris. Sportverenigingen zijn tennisvereniging TV Heeze, basketbalvereniging BC Heeze, voetbalvereniging RKSV Heeze, hockeyvereniging Hockey Heeze en korfbalvereniging Kv Eymerick. Ook telt de gemeente Heeze-Leende drie fanfares: Fanfare St. Nicasius (Heeze), Muziekvereniging de Heerlijkheid (Sterksel) en de Koninklijke fanfare Philharmonie (Leende).

## Verkeer en vervoer
Heeze is bereikbaar via de A67 en de A2.

### Openbaar vervoer
Van 1907 tot 1921 liep er een paardentram van Eindhoven naar Heeze. Op zondagen reden ook stoomtrams op deze lijn. Bij de opening van de spoorlijn Eindhoven-Roermond in 1913 kreeg Heeze het station Heeze-Leende aan de weg naar Leende. In 1976 werd dit afgebroken en werd het nieuwe station Heeze een kilometer dichter bij Geldrop gebouwd. Behalve door de NS wordt het openbaar vervoer naar Heeze door buurtbussen verzorgd.

## Geboren in Heeze
- Theodoricus Hezius of Dirk van Heeze, een pauselijk adviseur en inquisiteur, geboren omstreeks 1485;
- Nicasius van Heeze, een der Martelaren van Gorcum, geboren in 1515;
- Willem van Horne, geboren in 1550;
- A.J.C. Kremer, auteur en zoon van J.L.A Kremer, geboren in 1828;
- Laurentius Nicolaas Deckers, politicus, in 1883;
- Daniël Smulders, radio-dj;
- Menno Koch, voetballer;
- Valerie Magis, hockeyster;
- Jack Mikkers, burgemeester;
- Job van den Hurk, neurowetenschapper en televisiepresentator;
- Wilma van der Rijt, burgemeester;
- Jos van Bree, burgemeester.

## Woonachtig geweest in Heeze
- Paul Henri Thiry d'Holbach (Edesheim in Rijnland-Palts, 1723 - Parijs, 1789) was heer van Heeze, Leende, en Zesgehuchten. Het was een bekend atheïstisch filosoof.
- Dominee J.L.A. Kremer was van 1825 tot 1867 predikant te Heeze. Hij specialiseerde zich in oogziekten en werd beroemd in wijde omgeving. Vele ooglijders kwamen naar zijn praktijk toe. Hij werd 'de ogendominee' genoemd.

## Overleden in Heeze
- Hendrik Casimir, fysicus, overleden in 2000;
- F.H.V. Meijer (Amsterdam, 1923 - Heeze, 2019), arts-radioloog. Publiceerde in 1948 samen met G. van Veen het baanbrekende onderzoek Chemical analysis of a para-amyloid “tumour”.